# Despacho en una ciudad pequeña
Office in a Small City (Despacho en una ciudad pequeña) es una pintura de 1953 del pintor realista norteamericano Edward Hopper. Representa a un hombre sentado en una oficina  mirando el paisaje exterior. El estilo recuerda al de muchos de los trabajos de Hopper, que retrata la soledad de manera muy bella y agradable. Se expone en el Museo Metropolitano de Arte en Nueva York.
Adquirida por el museo poco después de su composición en octubre de 1953, es la única obra de Hopper de ese año.